# FK Ile-Saulet
FK Ile-Saulet (Kazachs Іле-Сәулет Футбол Клубы) is een Kazachse voetbalclub uit Otegen Batir in het district Ile van de Oblast Almaty.
De club werd in 2006 opgericht en speelde sinds 2008 op het tweede niveau. In 2012 won Ile-Saulet de Pervoj Liga  waardoor de club in 2013 voor het eerst in de Premjer-Liga uit zou komen, maar de club zag af van promotie.

## Resultaten
Akademija ·
Aqjaıyq ·
Aqtöbe B ·
FC Arys ·
Astana FK-M ·
Ekibastuz ·
Jeńis ·
Kairat-Zhas ·
Kyran Shymkent ·
Yelimay Semay ·
Taraz ·
FC Khan Tengri ·
Turan ·
FC Turkistan ·
Zhas Kyran Almati